# 逐夢棋緣
《逐夢棋緣》（英語：Queen of Katwe）是一部2016年美國传记运动剧情电影。 该部电影在2016年多倫多国际影展上放映，于2016年9月23日上映。